# Postterminal-skandalen
Postterminal-skandalen var en politisk sag i starten af 1980'erne hvor postvæsenets pengeforbrug blev undersøgt af en kommission. Særligt fokus var der på anlægsstyringen herunder særligt byggeriet af postterminalen ved Københavns Hovedbanegård. Kommissionen udtalte i 1985 kritik af daværende generaldirektør Poul Hansen og at han var ansvarlig, men vurderede ikke at der var belæg for at rejse tjenestelige sager mod hverken ham eller andre ansatte i postvæsenet eller de ansvarlige ministre.